# Прямі іноземні інвестиції
Прямі́ інозе́мні інвести́ції (ПІІ; англ. Foreign direct investment (FDI)) — за визначенням «інвестиція, що викликає тривалий інтерес до підприємства, яке діє за межами економіки інвестора». Згідно з методологією МВФ ПІІ — це закордонні інвестиції, величиною у понад як 10 відсотків статутного капіталу, що дає зацікавленій стороні право на участь в управлінні підприємством.
Іноземні інвестори — суб'єкти інших країн, які провадять інвестиційну діяльність на території країни, а саме:
- юридичні особи, створені відповідно до законодавства іншого, ніж законодавство країни;
- фізичні особи — іноземці, які не мають постійного місця проживання на території країни і не обмежені у дієздатності;
- іноземні держави, міжнародні урядові та неурядові організації;
- інші іноземні суб'єкти інвестиційної діяльності, які визнаються такими відповідно до законодавства країни.

## Види іноземних інвестицій в Україні
Види іноземних інвестицій в Україні — іноземні інвестиції можуть здійснюватись у вигляді:
- іноземної валюти, що визнається конвертованою Національним банком України;
- валюти України — у разі реінвестицій в об'єкт первинного інвестування чи в будь-які інші об'єкти інвестування відповідно до законодавства України за умови сплати податку на прибуток (доходи);
- будь-якого рухомого і нерухомого майна та пов'язаних з ним майнових прав;
- акцій, облігацій, інших цінних паперів, а також корпоративних прав (прав власності на частку (пай) у статутному фонді юридичної особи, створеної відповідно до законодавства України або законодавства інших країн), виражених у конвертованій валюті;
- грошових вимог та права на вимоги виконання договірних зобов'язань, які гарантовані першокласними банками і мають вартість у конвертованій валюті, підтверджену згідно з законами (процедурами) країни інвестора або міжнародними торговельними звичаями;
- будь-яких прав інтелектуальної власності, вартість яких у конвертованій валюті підтверджена згідно з законами (процедурами) країни інвестора або міжнародними торговельними звичаями, а також підтверджена експертною оцінкою в Україні, включаючи легалізовані на території України авторські права, права на винаходи, корисні моделі, промислові зразки, знаки для товарів і послуг, ноу-хау тощо;
- прав на здійснення господарської діяльності, включаючи права на користування надрами та використання природних ресурсів, наданих відповідно до законодавства або договорів, вартість яких у конвертованій валюті підтверджена згідно з законами (процедурами) країни інвестора або міжнародними торговельними звичаями;
- інших цінностей відповідно до законодавства України.

## Форми здійснення іноземних інвестицій
Іноземні інвестиції можуть здійснюватись у таких формах:
- часткової участі у підприємствах, що створюються спільно з українськими юридичними і фізичними особами, або придбання частки діючих підприємств;
- створення підприємств, що повністю належать іноземним інвесторам, філій та інших відокремлених підрозділів іноземних юридичних осіб або придбання у власність діючих підприємств повністю;
- придбання не забороненого законами України нерухомого чи рухомого майна, включаючи будинки, квартири, приміщення, обладнання, транспортні засоби та інші об'єкти власності, шляхом прямого одержання майна та майнових комплексів або у вигляді акцій, облігацій та інших цінних паперів;
- придбання самостійно або за участю українських юридичних або фізичних осіб прав на користування землею та використання природних ресурсів на території України;
- придбання інших майнових прав;
- в інших формах, які не заборонені законами України, зокрема без створення юридичної особи на підставі договорів із суб'єктами господарської діяльності України.

Маркетинг прямих інвестицій включає питання вивчення умов зарубіжної інвестиційної діяльності, більш глибокий і всебічний аналіз можливостей роботи нового підприємства і його збутової активності, а також специфіки організації продажу на зовнішньому ринку фірмою, що виражає інтереси материнської компанії, але функціонує за законами країни, де вона розташована.